# Haliclona polychotoma
Haliclona polychotoma är en svampdjursart som först beskrevs av Carter 1885.  Haliclona polychotoma ingår i släktet Haliclona och familjen Chalinidae. Inga underarter finns listade i Catalogue of Life.